# Rail Cargo Carrier Italia
Rail Cargo Carrier Italy, già Rail Cargo Italia (fino al 12 gennaio 2012 nota come Linea Smart Business Ways e fino al 2014 come Rail Cargo Italia) è un'impresa ferroviaria privata che si occupa di trasporto di merci su rotaia. Ha sede legale a Desio, in Lombardia e sede operativa a Venezia.

## Storia
Nel 2007, la società italiana Tiber.co e la slovacca Ti-Ferest, costituirono la società Linea che ottenne, tramite trasferimento e voltura, la licenza di esercizio ferroviaria rilasciata dal Cesifer alla prima impresa. Nel corso dello stesso anno, anche la FHV entrò nella società. Nel mese di agosto, infine, iniziò l'attività con l'esercizio del primo treno merci sulla relazione Ospitaletto–Lecco.
Nel gennaio dell'anno seguente, fu avviata un'altra relazione merci per conto della Medit trasportante GPL da Brindisi verso il nord-est italiano.
Nel dicembre 2008, la Ti-Ferest uscì dalla compagnia, mentre la Rail Cargo Austria acquisì il 55% delle azioni.
Nel 2009 furono avviate altre tre relazioni merci, tra cui quella relativa al trasporto di oli vegetali tra Genova e Ferrandina.
Il 12 gennaio 2012, Linea fu ribattezzata Rail Cargo Italia, mentre la forma societaria fu trasformata da società per azioni (SpA) a società a responsabilità limitata (Srl).

## Materiale rotabile
Dispone di due tipi di locomotori:
- 25 locomotive interoperabili Siemens "Taurus" E190;
- 47 locomotive interoperabili Siemens "Vectron" E193.